# Visão
Visão [vi'zɐ̃u] (portugiesisch für Blick, Erscheinung oder Vision) ist das wichtigste und auflagenstärkste Nachrichtenmagazin Portugals. Es erscheint wöchentlich und hat seinen Sitz in Paço de Arcos, Oeiras. Das Magazin mit linksliberaler Ausrichtung gehört der Trust in News Unipessoal Lda.
Seit 2012 erscheint monatlich auch das Magazin Visão Junior für Kinder und Jugendliche.

## Geschichte
Das Magazin gehört Trust in News Unipessoal Lda, einer jungen Mediengruppe, die im Januar 2018 mehrere Publikationen vom vorigen Besitzer, dem Medienkonzern Impresa übernommen hatte.
Visão wurde als Nachfolgeprojekt des bis 1992 erscheinenden O Jornal im März 1993 aufgelegt und gehörte zum Unternehmen Edimpresa, das wiederum Teil des portugiesischen Medienkonzerns Impresa ist. Erster Chefredakteur war Carlos Cáceres Monteiro. Im Jahr 2014 betrug die wöchentliche Auflage der Visão im Durchschnitt etwa 82.000 Stück; 2019 wurden noch 32.280 Exemplare verkauft.
Die Visão ähnelt im Erscheinungsbild deutlich den internationalen Vorbildern Time und Der Spiegel. Allen Ausgaben liegt das Kulturmagazin Visão7 bei, seit 2012 erscheint zusätzlich die Kinderausgabe Visão Junior.